# Канада на зимових Паралімпійських іграх 2014
Канада на XI зимових Паралімпійських іграх, які проходили у 2014 році у російському Сочі, була представлена 54 спортсменами у всіх видах спорту. Прапороносцем на церемонії відкриття Паралімпійських ігор була керлінгістка Соня Годе, а на церемонії закриття — гірськолижник Джош Дюк. Канадські атлети завоювали 16 медалей, з них 7 золотих, 2 срібні та 7 бронзових. Збірна Канади зайняла неофіційне третє загальнокомандне залікове місце.

## Медалісти
| Медаль | Призери | Вид спорту          | Дисципліна                                   |
| ------ | --- | ------------------- | -------------------------------------------- |
| Золото | Джош Дюк | Гірськолижний спорт | комбінація , сидячи (чоловіки)               |
| Золото | Мак Марку | Гірськолижний спорт | гігантський слалом, з вадами зору (чоловіки) |
| Золото | Джим Армстронг Іна Форрест Соня Годе Марк Ідесон Денніс Тіссен | Керлінг на візках   |                                              |
| Золото | Браян Макківер | Лижні перегони      | спринт, 1 км, з вадами зору (чоловіки)       |
| Золото | Браян Макківер | Лижні перегони      | 20 км, з вадами зору (чоловіки)              |
| Золото | Браян Макківер | Лижні перегони      | 10 км, з вадами зору (чоловіки)              |
| Золото | Крістофер Клебль | Лижні перегони      | 10 км, сидячи (чоловіки)                     |
| Срібло | Марк Арендз | Біатлон             | 7,5 км, стоячи (чоловіки)                    |
| Срібло | Джош Дюк | Гірськолижний спорт | швидкісний спуск, сидячи (чоловіки)          |
| Бронза | Марк Арендз | Біатлон             | 12,5 км, стоячи (чоловіки)                   |
| Бронза | Мак Марку | Гірськолижний спорт | швидкісний спуск, з вадами зору (чоловіки)   |
| Бронза | Мак Марку | Гірськолижний спорт | супергігант, з вадами зору (чоловіки)        |
| Бронза | Калеб Брюссо | Гірськолижний спорт | супергігант, сидячи (чоловіки)               |
| Бронза | Кріс Вільямсон | Гірськолижний спорт | слалом, з вадами зору (чоловіки)             |
| Бронза | Кімберлі Джойнс | Гірськолижний спорт | слалом, сидячи (жінки)                       |
| Бронза | Бенуа Сен-Аман Корбін Вотсон Стівен Арсено Джеймс Геммелл Адам Діксон Грем Мюррей Дерек Вітсон Бред Боуден Біллі Бріджес Грег Вестлейк Ентоні Гейл Бен Делані Марк Доріон Карл Людвиг Домінік Ларок Тайлер Макгрегор Кевін Ремпел | Следж хокей         |                                              |

## Біатлон
Чоловіки
| Спортсмен                             | Дисципліна            | Фінал        | Фінал             | Фінал        | Фінал        | Фінал        |
| Спортсмен                             | Дисципліна            | Реальний час | Розрахунковий час | Промахи      | Результат    | Місце        |
| ------------------------------------- | --------------------- | ------------ | ----------------- | ------------ | ------------ | ------------ |
| Марк Арендз                           | 7,5 км, стоячи        | 20:02,5      | 19:14.4           | 1+0          | 19:14.4      | 2            |
| Марк Арендз                           | 12,5 км, стоячи       | 31:47.3      | 30:31.0           | 0+0+1+0      | 30:31.0      | 3            |
| Марк Арендз                           | 15 км, стоячи         | 40:10.6      | 40:34.2           | 1+0+0+1      | 40:34.2      | 11           |
| Браян Макківер ведучий: Ерік Карлетон | 7,5 км, з вадами зору | не стартував | не стартував      | не стартував | не стартував | не стартував |

Жінки
| Спортсмен                                  | Дисципліна          | Фінал        | Фінал             | Фінал   | Фінал     | Фінал |
| Спортсмен                                  | Дисципліна          | Реальний час | Розрахунковий час | Промахи | Результат | Місце |
| ------------------------------------------ | ------------------- | ------------ | ----------------- | ------- | --------- | ----- |
| Каролін Біссон                             | 6 км, стоячи        | 28:22.9      | 27:14.8           | 2+1     | 27:14.8   | 14    |
| Каролін Біссон                             | 10 км, стоячи       | 41:33.6      | 39:53.9           | 2+0+1+0 | 39:53.9   | 11    |
| Каролін Біссон                             | 12,5 км, стоячи     | 54:32.7      | 56:21.8           | 1+2+0+1 | 56:21.8   | 12    |
| Маргарита Горбунова ведучий: Андреа Бундон | 6 км, з вадами зору | 26:17.8      | 26:17.8           | 2+0     | 26:17.8   | 7     |

## Гірськолижний спорт
Чоловіки
| Спортсмен                         | Дисципліна                        | Спуск 1      | Спуск 1      | Спуск 1      | Спуск 2      | Спуск 2      | Спуск 2      | Разом        | Разом        | Разом        |
| Спортсмен                         | Дисципліна                        | Час          | Різниця      | Місце        | Час          | Різниця      | Місце        | Час          | Різниця      | Місце        |
| --------------------------------- | --------------------------------- | ------------ | ------------ | ------------ | ------------ | ------------ | ------------ | ------------ | ------------ | ------------ |
| Калеб Брюссо                      | швидкісний спуск, сидячи          | Н/Д          | Н/Д          | Н/Д          | Н/Д          | Н/Д          | Н/Д          | 1:25.62      | +1.82        | 6            |
| Калеб Брюссо                      | супергігант, сидячи               | Н/Д          | Н/Д          | Н/Д          | Н/Д          | Н/Д          | Н/Д          | 1:22.05      | +2.54        | 3            |
| Калеб Брюссо                      | комбінація, сидячи                | не фінішував | не фінішував | не фінішував | не пройшов   | не пройшов   | не пройшов   | не пройшов   | не пройшов   | не пройшов   |
| Калеб Брюссо                      | слалом, сидячи                    | не фінішував | не фінішував | не фінішував | не пройшов   | не пройшов   | не пройшов   | не пройшов   | не пройшов   | не пройшов   |
| Калеб Брюссо                      | гігантський слалом, сидячи        | не фінішував | не фінішував | не фінішував | не пройшов   | не пройшов   | не пройшов   | не пройшов   | не пройшов   | не пройшов   |
| Джош Дюк                          | швидкісний спуск, сидячи          | Н/Д          | Н/Д          | Н/Д          | Н/Д          | Н/Д          | Н/Д          | 1:24.19      | +0.39        | 2            |
| Джош Дюк                          | супергігант, сидячи               | Н/Д          | Н/Д          | Н/Д          | Н/Д          | Н/Д          | Н/Д          | не фінішував | не фінішував | не фінішував |
| Джош Дюк                          | комбінація, сидячи                | 59.93        | +1.22        | 5            | 1:18.27      | 0.00         | 1            | 2:18.20      | 0.00         | 1            |
| Джош Дюк                          | слалом, сидячи                    | не фінішував | не фінішував | не фінішував | не пройшов   | не пройшов   | не пройшов   | не пройшов   | не пройшов   | не пройшов   |
| Джош Дюк                          | гігантський слалом, сидячи        | не фінішував | не фінішував | не фінішував | не пройшов   | не пройшов   | не пройшов   | не пройшов   | не пройшов   | не пройшов   |
| Метью Галлат                      | супергігант, стоячи               | Н/Д          | Н/Д          | Н/Д          | Н/Д          | Н/Д          | Н/Д          | не фінішував | не фінішував | не фінішував |
| Метью Галлат                      | комбінація, стоячи                | не фінішував | не фінішував | не фінішував | не пройшов   | не пройшов   | не пройшов   | не пройшов   | не пройшов   | не пройшов   |
| Метью Галлат                      | слалом, стоячи                    | 49.53        | +1.84        | 5            | 54.28        | +3.00        | 7            | 1:43.81      | +4.84        | 6            |
| Брайдон Люскомб                   | швидкісний спуск, стоячи          | Н/Д          | Н/Д          | Н/Д          | Н/Д          | Н/Д          | Н/Д          | не фінішував | не фінішував | не фінішував |
| Брайдон Люскомб                   | супергігант, стоячи               | Н/Д          | Н/Д          | Н/Д          | Н/Д          | Н/Д          | Н/Д          | не фінішував | не фінішував | не фінішував |
| Брайдон Люскомб                   | комбінація, стоячи                | 52.17        | +1.87        | 2            | не фінішував | не фінішував | не фінішував | не фінішував | не фінішував | не фінішував |
| Брайдон Люскомб                   | слалом, стоячи                    | 49.94        | +2.25        | 6            | не фінішував | не фінішував | не фінішував | не фінішував | не фінішував | не фінішував |
| Мак Марку ведучий — Робін Фемі    | швидкісний спуск, з вадами зору   | Н/Д          | Н/Д          | Н/Д          | Н/Д          | Н/Д          | Н/Д          | 1:23.02      | +1.26        | 3            |
| Мак Марку ведучий — Робін Фемі    | супергігант, з вадами зору        | Н/Д          | Н/Д          | Н/Д          | Н/Д          | Н/Д          | Н/Д          | 1:20.77      | +0.19        | 3            |
| Мак Марку ведучий — Робін Фемі    | комбінація, з вадами зору         | не фінішував | не фінішував | не фінішував | не пройшов   | не пройшов   | не пройшов   | не пройшов   | не пройшов   | не пройшов   |
| Мак Марку ведучий — Робін Фемі    | слалом, з вадами зору             | 52.03        | +2.34        | 5            | не фінішував | не фінішував | не фінішував | не фінішував | не фінішував | не фінішував |
| Мак Марку ведучий — Робін Фемі    | гігантський слалом, з вадами зору | 1:16.02      | 0.00         | 1            | 1:13.60      | +0.35        | 2            | 2:29.62      | 0.00         | 1            |
| Курт Отвей                        | швидкісний спуск, сидячи          | Н/Д          | Н/Д          | Н/Д          | Н/Д          | Н/Д          | Н/Д          | 1:25.46      | +1.66        | 5            |
| Курт Отвей                        | супергігант, сидячи               | Н/Д          | Н/Д          | Н/Д          | Н/Д          | Н/Д          | Н/Д          | 1:29.10      | +9.59        | 9            |
| Курт Отвей                        | комбінація, сидячи                | не фінішував | не фінішував | не фінішував | не пройшов   | не пройшов   | не пройшов   | не пройшов   | не пройшов   | не пройшов   |
| Курт Отвей                        | слалом, сидячи                    | 57.61        | +4.87        | 12           | не фінішував | не фінішував | не фінішував | не фінішував | не фінішував | не фінішував |
| Курт Отвей                        | гігантський слалом, сидячи        | не фінішував | не фінішував | не фінішував | не пройшов   | не пройшов   | не пройшов   | не пройшов   | не пройшов   | не пройшов   |
| Кірк Шорнстейн                    | швидкісний спуск, стоячи          | Н/Д          | Н/Д          | Н/Д          | Н/Д          | Н/Д          | Н/Д          | не фінішував | не фінішував | не фінішував |
| Кірк Шорнстейн                    | супергігант, стоячи               | Н/Д          | Н/Д          | Н/Д          | Н/Д          | Н/Д          | Н/Д          | 1:27.83      | +6.91        | 13           |
| Кірк Шорнстейн                    | комбінація, стоячи                | 57.62        | +7.32        | 17           | 1:24.45      | +6.06        | 11           | 2:22.07      | +12.35       | 12           |
| Кірк Шорнстейн                    | слалом, стоячи                    | 54.28        | +6.59        | 17           | 59.77        | +8.49        | 16           | 1:54.05      | +15.08       | 16           |
| Кірк Шорнстейн                    | гігантський слалом, стоячи        | 1:22.51      | +7.79        | 14           | 1:18.46      | +7.31        | 14           | 2:40.97      | +15.10       | 13           |
| Кріс Вільямсон ведучий — Нік Бруш | слалом, з вадами зору             | 50.18        | +0.49        | 2            | 58.43        | +4.91        | 6            | 1:48.61      | +5.40        | 3            |
| Кріс Вільямсон ведучий — Нік Бруш | гігантський слалом, з вадами зору | 1:21.29      | +5.27        | 5            | 1:16.28      | +3.03        | 5            | 2:37.57      | +7.95        | 5            |

Жінки
| Спортсмен          | Дисципліна                 | Спуск 1       | Спуск 1       | Спуск 1       | Спуск 2       | Спуск 2       | Спуск 2       | Разом         | Разом         | Разом         |
| Спортсмен          | Дисципліна                 | Час           | Різниця       | Місце         | Час           | Різниця       | Місце         | Час           | Різниця       | Місце         |
| ------------------ | -------------------------- | ------------- | ------------- | ------------- | ------------- | ------------- | ------------- | ------------- | ------------- | ------------- |
| Кімберлі Джойнс    | слалом, сидячи             | 1:07.33       | +0.92         | 2             | 1:07.83       | 0.00          | 1             | 2:15.16       | +0.81         | 3             |
| Кімберлі Джойнс    | гігантський слалом, сидячи | 1:30.44       | 0.00          | 1             | не фінішувала | не фінішувала | не фінішувала | не фінішувала | не фінішувала | не фінішувала |
| Ерін Латімер       | супергігант, стоячи        | Н/Д           | Н/Д           | Н/Д           | Н/Д           | Н/Д           | Н/Д           | не фінішувала | не фінішувала | не фінішувала |
| Ерін Латімер       | комбінація, стоячи         | 1:07.18       | +13.70        | 8             | 1:34.67       | +9.76         | 6             | 2:41.85       | +23.46        | 7             |
| Ерін Латімер       | слалом, стоячи             | 1:09.40       | +10.03        | 8             | 1:09.91       | +9.43         | 7             | 2:19.31       | +19.46        | 8             |
| Ерін Латімер       | гігантський слалом, стоячи | 1:33.42       | +8.44         | 9             | 1:22.71       | +8.85         | 9             | 2:56.13       | +17.29        | 9             |
| Алана Ремзі        | супергігант, стоячи        | Н/Д           | Н/Д           | Н/Д           | Н/Д           | Н/Д           | Н/Д           | 1:43.39       | +19.19        | 10            |
| Алана Ремзі        | комбінація, стоячи         | не стартувала | не стартувала | не стартувала | не стартувала | не стартувала | не стартувала | не стартувала | не стартувала | не стартувала |
| Алана Ремзі        | слалом, стоячи             | 1:13.91       | +14.54        | 9             | 1:10.15       | +9.67         | 8             | 2:24.06       | +24.21        | 9             |
| Алана Ремзі        | гігантський слалом, стоячи | 1:42.09       | +17.11        | 16            | не фінішувала | не фінішувала | не фінішувала | не фінішувала | не фінішувала | не фінішувала |
| Александра Сталкер | супергігант, стоячи        | Н/Д           | Н/Д           | Н/Д           | Н/Д           | Н/Д           | Н/Д           | 1:36.52       | +12.32        | 7             |
| Александра Сталкер | комбінація, стоячи         | 1:06.59       | +13.11        | 7             | не стартувала | не стартувала | не стартувала | не стартувала | не стартувала | не стартувала |
| Александра Сталкер | слалом, стоячи             | 1:07.58       | +8.21         | 7             | 1:06.58       | +6.10         | 6             | 2:14.16       | +14.31        | 6             |
| Александра Сталкер | гігантський слалом, стоячи | 1:33.91       | +8.93         | 10            | 1:23.62       | +9.76         | 11            | 2:57.53       | +18.69        | 10            |

### Сноубординг
Чоловіки
| Спортсмен    | Дисципліна   | Спуск 1 | Спуск 1 | Спуск 1 | Спуск 2 | Спуск 2 | Спуск 2 | Разом   | Разом   | Разом |
| Спортсмен    | Дисципліна   | Час     | Різниця | Місце   | Час     | Різниця | Місце   | Час     | Різниця | Місце |
| ------------ | ------------ | ------- | ------- | ------- | ------- | ------- | ------- | ------- | ------- | ----- |
| Джон Леслі   | сноубодкросс | 56.74   | 6       | 56.25   | 6       | 55.63   | 4       | 1:51.88 | 7       |       |
| Аян Локкі    | сноубодкросс | 1:09.81 | 21      | 1:08.79 | 18      | 1:01.47 | 13      | 2:10.26 | 21      |       |
| Тайлер Мошер | сноубодкросс | 1:03.73 | 14      | 59.69   | 11      | 1:00.11 | 8       | 1:59.80 | 12      |       |

Жінки
| Спортсмен    | Дисципліна   | Спуск 1 | Спуск 1 | Спуск 1 | Спуск 2 | Спуск 2 | Спуск 2 | Разом   | Разом   | Разом |
| Спортсмен    | Дисципліна   | Час     | Різниця | Місце   | Час     | Різниця | Місце   | Час     | Різниця | Місце |
| ------------ | ------------ | ------- | ------- | ------- | ------- | ------- | ------- | ------- | ------- | ----- |
| Мішель Сальт | сноубодкросс | 1:34.43 | 9       | 1:49.80 | 7       | 1:46.85 | 8       | 3:21.28 | 9       |       |

## Керлінг на візках
Склад команди
| Скіп           | Третій        | Другий      | Провідний | Запасний    |
| -------------- | ------------- | ----------- | --------- | ----------- |
| Джим Армстронг | Денніс Тіссен | Іна Форрест | Соня Годе | Марк Ідесон |

### Круговий турнір
| Місце | Команда         | В | П | КЗ | КП | ВЕ | ПЕ | ВкЕ | ККД |
| ----- | --------------- | - | - | -- | -- | -- | -- | --- | --- |
| 1     | Канада          | 4 | 1 | 31 | 21 | 0  | 0  | 10  | 51  |
| 2     | Росія           | 4 | 1 | 29 | 23 | 0  | 0  | 8   | 56  |
| 3     | Велика Британія | 3 | 1 | 29 | 16 | 0  | 0  | 12  | 55  |
| 4     | Словаччина      | 3 | 1 | 25 | 25 | 0  | 0  | 5   | 48  |
| 5     | Китай           | 3 | 2 | 33 | 22 | 0  | 0  | 9   | 57  |
| 6     | Норвегія        | 3 | 2 | 32 | 27 | 22 | 15 | 10  | 57  |
| 7     | Південна Корея  | 1 | 3 | 20 | 41 | 12 | 21 | 5   | 52  |
| 8     | Швеція          | 1 | 4 | 19 | 27 | 0  | 0  | 4   | 49  |
| 9     | США             | 1 | 4 | 24 | 33 | 0  | 0  | 2   | 46  |
| 10    | Фінляндія       | 0 | 4 | 22 | 31 | 0  | 0  | 3   | 45  |

Зіграні поєдинки
1 сесія
| Команда         | 1 | 2 | 3 | 4 | 5 | 6 | 7 | 8 | Загалом |
| Канада          | 0 | 0 | 2 | 0 | 1 | 1 | 1 | 1 | 6       |
| Велика Британія | 1 | 1 | 0 | 1 | 0 | 0 | 0 | 0 | 3       |

2 сесія
| Команда | 1 | 2 | 3 | 4 | 5 | 6 | 7 | 8 | Загалом |
| Канада  | 0 | 1 | 0 | 2 | 0 | 1 | 0 | 1 | 5       |
| Росія   | 1 | 0 | 1 | 0 | 1 | 0 | 1 | 0 | 4       |

4 сесія
| Команда | 1 | 2 | 3 | 4 | 5 | 6 | 7 | 8 | Загалом |
| Канада  | 1 | 0 | 1 | 1 | 2 | 0 | 1 | 1 | 7       |
| Швеція  | 0 | 2 | 0 | 0 | 0 | 2 | 0 | 0 | 4       |

5 сесія
| Команда | 1 | 2 | 3 | 4 | 5 | 6 | 7 | 8 | Загалом |
| США     | 0 | 1 | 0 | 1 | 0 | 0 | 0 | X | 2       |
| Канада  | 1 | 0 | 2 | 0 | 2 | 1 | 1 | X | 7       |

6 сесія
| Команда  | 1 | 2 | 3 | 4 | 5 | 6 | 7 | 8 | 9 | Загалом |
| Канада   | 2 | 0 | 2 | 0 | 0 | 2 | 0 | 0 | 0 | 6       |
| Норвегія | 0 | 1 | 0 | 1 | 1 | 0 | 2 | 1 | 2 | 8       |

8 сесія
| Команда | 1 | 2 | 3 | 4 | 5 | 6 | 7 | 8 | Загалом |
| Китай   | 1 | 1 | 1 | 1 | 0 | 1 | 0 | 0 | 5       |
| Канада  | 0 | 0 | 0 | 0 | 3 | 0 | 4 | 1 | 8       |

9 сесія
| Команда        | 1 | 2 | 3 | 4 | 5 | 6 | 7 | 8 | Загалом |
| Канада         | 0 | 3 | 2 | 0 | 1 | 0 | 4 | X | 10      |
| Південна Корея | 1 | 0 | 0 | 1 | 0 | 2 | 0 | X | 4       |

11 сесія
| Команда    | 1 | 2 | 3 | 4 | 5 | 6 | 7 | 8 | Загалом |
| Словаччина | 0 | 0 | 0 | 0 | 0 | 0 | X | X | 0       |
| Канада     | 3 | 4 | 2 | 3 | 2 | 2 | X | X | 16      |

12 сесія
| Команда   | 1 | 2 | 3 | 4 | 5 | 6 | 7 | 8 | Загалом |
| Фінляндія | 2 | 5 | 1 | 1 | 3 | 0 | X | X | 12      |
| Канада    | 0 | 0 | 0 | 0 | 0 | 1 | X | X | 1       |

### Півфінал
| Команда | 1 | 2 | 3 | 4 | 5 | 6 | 7 | 8 | Загалом |
| Канада  | 1 | 1 | 0 | 1 | 0 | 0 | 2 | 0 | 5       |
| Китай   | 0 | 0 | 1 | 0 | 1 | 1 | 0 | 1 | 4       |

### Фінал
| Команда | 1 | 2 | 3 | 4 | 5 | 6 | 7 | 8 | Загалом |
| Росія   | 2 | 0 | 0 | 0 | 0 | 0 | 1 | X | 3       |
| Канада  | 0 | 1 | 1 | 2 | 1 | 3 | 0 | X | 8       |

## Лижні перегони
Чоловіки
| Спортсмен                                            | Дисципліна                | Кваліфікація | Кваліфікація | Кваліфікація | Півфінал          | Півфінал          | Фінал             | Фінал             | Фінал             |
| Спортсмен                                            | Дисципліна                | Час          | Результат    | Місце        | Результат         | Місце             | Час               | Результат         | Місце             |
| ---------------------------------------------------- | ------------------------- | ------------ | ------------ | ------------ | ----------------- | ----------------- | ----------------- | ----------------- | ----------------- |
| Марк Арендз                                          | 10км, стоячи              | Н/Д          | Н/Д          | Н/Д          | Н/Д               | Н/Д               | 26:19.6           | 25:16.4           | 11                |
| Ів Бурке                                             | 1км спринт, сидячи        | 2:50.67      | 2:50.67      | 24           | не кваліфікувався | не кваліфікувався | не кваліфікувався | не кваліфікувався | не кваліфікувався |
| Ів Бурке                                             | 10км, сидячи              | Н/Д          | Н/Д          | Н/Д          | Н/Д               | Н/Д               | 39:11.5           | 39:11.5           | 24                |
| Ів Бурке                                             | 15км, сидячи              | Н/Д          | Н/Д          | Н/Д          | Н/Д               | Н/Д               | 55:25.4           | 55:25.4           | 20                |
| Себастієн Фортьє                                     | 1км спринт, сидячи        | 2:48.85      | 2:43.78      | 23           | не кваліфікувався | не кваліфікувався | не кваліфікувався | не кваліфікувався | не кваліфікувався |
| Себастієн Фортьє                                     | 10км, сидячи              | Н/Д          | Н/Д          | Н/Д          | Н/Д               | Н/Д               | 41:17.7           | 41:17.7           | 26                |
| Себастієн Фортьє                                     | 15км, сидячи              | Н/Д          | Н/Д          | Н/Д          | Н/Д               | Н/Д               | 53:19.3           | 51:43.3           | 18                |
| Луї Фортін                                           | 1км спринт, стоячи        | 4:58.38      | 4:46.45      | 29           | не кваліфікувався | не кваліфікувався | не кваліфікувався | не кваліфікувався | не кваліфікувався |
| Луї Фортін                                           | 10км, стоячи              | Н/Д          | Н/Д          | Н/Д          | Н/Д               | Н/Д               | 34:21.2           | 32:58.8           | 36                |
| Крістофер Клебль                                     | 1км спринт, сидячи        | 2:24.29      | 2:15.63      | 5            | 2:29.9            | 5                 | не пройшов        | не пройшов        | не пройшов        |
| Крістофер Клебль                                     | 10км, сидячи              | Н/Д          | Н/Д          | Н/Д          | Н/Д               | Н/Д               | 32:50.2           | 30:52.0           | 1                 |
| Крістофер Клебль                                     | 15км, сидячи              | Н/Д          | Н/Д          | Н/Д          | Н/Д               | Н/Д               | 45:52.0           | 43:06.9           | 6                 |
| Браян Макківер ведучі — Ерік Карлетон, Грем Нішікава | 1км спринт, з вадами зору | 3:32.51      | 3:32.51      | 1            | 4:09.50           | 1                 | 3:59.60           | 3:59.60           | 1                 |
| Браян Макківер ведучі — Ерік Карлетон, Грем Нішікава | 10км, з вадами зору       | Н/Д          | Н/Д          | Н/Д          | Н/Д               | Н/Д               | 23:18.1           | 23:18.1           | 1                 |
| Браян Макківер ведучі — Ерік Карлетон, Грем Нішікава | 20км, з вадами зору       | Н/Д          | Н/Д          | Н/Д          | Н/Д               | Н/Д               | 52:37.1           | 52:37.1           | 1                 |

Жінки
| Спортсмен                                   | Дисципліна                | Кваліфікація  | Кваліфікація  | Кваліфікація  | Півфінал           | Півфінал           | Фінал              | Фінал              | Фінал              |
| Спортсмен                                   | Дисципліна                | Час           | Результат     | Місце         | Результат          | Місце              | Час                | Результат          | Місце              |
| ------------------------------------------- | ------------------------- | ------------- | ------------- | ------------- | ------------------ | ------------------ | ------------------ | ------------------ | ------------------ |
| Каролін Біссон                              | 1км спринт, стоячи        | Did not start | Did not start | Did not start | Did not start      | Did not start      | Did not start      | Did not start      | Did not start      |
| Каролін Біссон                              | 5км, стоячи               | Н/Д           | Н/Д           | Н/Д           | Н/Д                | Н/Д                | 17:37.5            | 16:55.2            | 16                 |
| Колетт Бургон'є                             | 1км спринт, сидячи        | 3:22.94       | 2:54.53       | 16            | не кваліфікувалася | не кваліфікувалася | не кваліфікувалася | не кваліфікувалася | не кваліфікувалася |
| Колетт Бургон'є                             | 5км, сидячи               | Н/Д           | Н/Д           | Н/Д           | Н/Д                | Н/Д                | 21:10.9            | 18:13.0            | 13                 |
| Колетт Бургон'є                             | 12км, сидячи              | Н/Д           | Н/Д           | Н/Д           | Н/Д                | Н/Д                | 50:58.5            | 43:50.3            | 13                 |
| Маргарита Горбунова ведучий — Андреа Бундон | 1км спринт, з вадами зору | 5:14.58       | 5:14.58       | 7             | не кваліфікувалася | не кваліфікувалася | не кваліфікувалася | не кваліфікувалася | не кваліфікувалася |
| Маргарита Горбунова ведучий — Андреа Бундон | 5км, з вадами зору        | Н/Д           | Н/Д           | Н/Д           | Н/Д                | Н/Д                | 15:42.2            | 15:42.2            | 8                  |
| Маргарита Горбунова ведучий — Андреа Бундон | 15км, з вадами зору       | Н/Д           | Н/Д           | Н/Д           | Н/Д                | Н/Д                | 1:04:43.9          | 1:04:43.9          | 4                  |
| Бріттані Гудак                              | 1км спринт, стоячи        | 5:22.81       | 5:13.13       | 12            | 5:13.0             | 6                  | не пройшла         | не пройшла         | не пройшла         |
| Бріттані Гудак                              | 5км, стоячи               | Н/Д           | Н/Д           | Н/Д           | Н/Д                | Н/Д                | 16:03.9            | 15:35.0            | 12                 |
| Бріттані Гудак                              | 15км, стоячи              | Н/Д           | Н/Д           | Н/Д           | Н/Д                | Н/Д                | 1:05:01.8          | 59:10.6            | 10                 |
| Роббі Велдон ведучий — Філ Вуд              | 1км спринт, з вадами зору | 5:06.03       | 4:59.91       | 6             | 5:10.3             | 3                  | не пройшла         | не пройшла         | не пройшла         |
| Роббі Велдон ведучий — Філ Вуд              | 5км, з вадами зору        | Н/Д           | Н/Д           | Н/Д           | Н/Д                | Н/Д                | 15:42.3            | 15:23.5            | 7                  |

Естафети
| Спортсмени                                                                                  | Дисципліна                   | Фінал         | Фінал         |
| Спортсмени                                                                                  | Дисципліна                   | Час           | Місце         |
| ------------------------------------------------------------------------------------------- | ---------------------------- | ------------- | ------------- |
| Крістофер Клебль Браян Макківер ведучі — Ерік Карлетон, Грем Нішікава                       | відкрита естафета 4 x 2,5 км | 25:51.9       | 4             |
| Себастьєн Фортьє Маргарита Горбунова ведучий — Андреа Бундон Роббі Велдон ведучий — Філ Вуд | змішана естафета 4 x 2,5 км  | не фінішували | не фінішували |

## Следж-хокей
Склад команди
| Номер | Позиція | Спортсмен        | Зріст                  | Вага             | Дата нарродження  | Домашній клуб      | Команда 2012–13 |
| ----- | ------- | ---------------- | ---------------------- | ---------------- | ----------------- | ------------------ | --------------- |
| 22    | G       | Бенуа Сен-Аман   | 5 фут 10 дюйм (178 см) | 166 фунт (75 кг) | 19 квітня 1978    | St-Hubert, QC      | збірна Канади   |
| 30    | G       | Корбін Вотсон    | 5 фут 11 дюйм (180 см) | 193 фунт (88 кг) | 6 січня 1987      | Kingsville, ON     | збірна Канади   |
| 4     | D       | Дерек Вітсон     | 6 фут 1 дюйм (185 см)  | 167 фунт (76 кг) | 21 червня 1989    | Chatham, ON        | збірна Канади   |
| 11    | D       | Адам Діксон      | 5 фут 9 дюйм (175 см)  | 176 фунт (80 кг) | 13 серпня 1989    | Мідленд (Онтаріо)  | збірна Канади   |
| 14    | D       | Стівен Арсено    | 5 фут 7 дюйм (170 см)  | 177 фунт (80 кг) | 6 вересня 1988    | Spruce Grove, AB   | збірна Канади   |
| 25    | D       | Джеймс Геммел    | 5 фут 11 дюйм (180 см) | 175 фунт (79 кг) | 26 квітня 1980    | Quesnel, BC        | збірна Канади   |
| 29    | D       | Грем Мюррей      | 5 фут 5 дюйм (165 см)  | 179 фунт (81 кг) | 14 грудня 1984    | Gravenhurst, ON    | збірна Канади   |
| 5     | F       | Кевін Ремпел     | 6 фут 1 дюйм (185 см)  | 199 фунт (90 кг) | 15 вересня 1982   | Vineland, ON       | збірна Канади   |
| 7     | F       | Марк Доріон      | 5 фут 0 дюйм (152 см)  | 137 фунт (62 кг) | 22 червня 1987    | Bourget, ON        | збірна Канади   |
| 8     | F       | Тайлер Макгрегор | 5 фут 9 дюйм (175 см)  | 153 фунт (69 кг) | 11 березня 1994   | Forest, ON         | збірна Канади   |
| 9     | F       | Ентоні Гейл      | 5 фут 0 дюйм (152 см)  | 163 фунт (74 кг) | 12 травня 1993    | Брамптон (Онтаріо) | збірна Канади   |
| 10    | F       | Бен Делані       | 5 фут 11 дюйм (180 см) | 154 фунт (70 кг) | 23 серпня 1996    | Ottawa, ON         | збірна Канади   |
| 12    | F       | Грег Вестлейк    | 6 фут 2 дюйм (188 см)  | 173 фунт (78 кг) | 12 червня 1986    | Оквілл             | збірна Канади   |
| 18    | F       | Біллі Бріджес    | 5 фут 8 дюйм (173 см)  | 190 фунт (86 кг) | 22 березня 1984   | Summerside, PE     | збірна Канади   |
| 20    | F       | Карл Людвиг      | 4 фут 10 дюйм (147 см) | 128 фунт (58 кг) | 25 листопада 1988 | Брамптон (Онтаріо) | збірна Канади   |
| 26    | F       | Домінік Ларок    | 6 фут 0 дюйм (183 см)  | 184 фунт (83 кг) | 30 липня 1987     | Quebec City, QC    | збірна Канади   |
| 27    | F       | Бред Боуден      | 5 фут 0 дюйм (152 см)  | 161 фунт (73 кг) | 26 травня 1983    | Orton, ON          | збірна Канади   |

### Груповий турнір
Група А
| Команда  | І | В | ВО | ПО | П | Ш    | ±Ш  | О |
| -------- | - | - | -- | -- | - | ---- | --- | - |
| Канада   | 3 | 3 | 0  | 0  | 0 | 15-1 | +14 | 9 |
| Норвегія | 3 | 1 | 1  | 0  | 1 | 4-5  | -1  | 5 |
| Чехія    | 3 | 0 | 1  | 1  | 1 | 3-4  | -1  | 3 |
| Швеція   | 3 | 0 | 0  | 1  | 2 | 2-14 | -12 | 1 |

Зіграні поєдинки
1 тур
| 8 березня 2014 13:00 (MSK) | Канада | 10:1 (4:0, 3:0, 3:1) | Швеція |  |

| Протокол | Протокол                | Протокол                            | Протокол                                       | Протокол            |
| --- | ----------------------- | ----------------------------------- | ---------------------------------------------- | ------------------- |
| | Сен-Аман (0:01 — 45:00) | Голкіпери                           | Нільсон (0:01 — 30:00), Йонсон (30:01 — 45:00) | Арбітр: Петер Хегле |
| Бриджес (Уитсон) — 1:03 Делани (Гейл, Мюррей) — 6:42 Гейл (Макгрегор) — 12:30 Ларок (Диксон, Ремпел) — 13:03 Диксон (Вестлейк, Дорион) — 26:47 Мюррей (Гейл) — 27:40 Вестлейк (Диксон; бол.) — 29:45 Диксон (Ремпел, Боуден; бол.) — 40:12 Ларок (Ремпел) — 40:32 Гейл (Уитсон) — 41:30 |                         | 35:22 — Каспери (Ракос, Ингварссон) |                                                | Арбітр: Петер Хегле |
| |                         |                                     |                                                | Арбітр: Петер Хегле |
| 31 (11+11+9) | Кидки                   | 5 (1+2+2)                           |                                                | Арбітр: Петер Хегле |

2 тур
| 9 березня 2014 13:00 (MSK) | Канада | 4:0 (0:0, 2:0, 2:0) | Норвегія |  |

| Протокол | Протокол              | Протокол  | Протокол            | Протокол                |
| --- | --------------------- | --------- | ------------------- | ----------------------- |
| | Уотсон (0:01 — 45:00) | Голкіпери | Буэн (0:01 — 45:00) | Арбітр: Дерек Беркебайл |
| Ларок (Макгрегор, Гейл; бол.) — 19:20 Диксон (Гейл, Бриджес) — 25:34 Диксон (Арсено, Ремпел) — 31:07 Дорион (Ларок, Ремпел) — 44:38 |                       |           |                     | Арбітр: Дерек Беркебайл |
| |                       |           |                     | Арбітр: Дерек Беркебайл |
| 23 (9+10+4) | Кидки                 | 6 (3+2+1) |                     | Арбітр: Дерек Беркебайл |

3 тур
| 11 березня 2014 20:00 (MSK) | Канада | 1:0 (0:0, 1:0, 0:0) | Чехія |  |

| Протокол                   | Протокол              | Протокол  | Протокол               | Протокол              |
| -------------------------- | --------------------- | --------- | ---------------------- | --------------------- |
|                            | Уотсон (0:01 — 45:00) | Голкіпери | Вапенка (0:01 — 45:00) | Арбітр: Ігор Самойлов |
| Вестлейк (Бриджес) — 22:33 |                       |           |                        | Арбітр: Ігор Самойлов |
|                            |                       |           |                        | Арбітр: Ігор Самойлов |
| 19 (4+8+7)                 | Кидки                 | 7 (3+2+2) |                        | Арбітр: Ігор Самойлов |

### Медальний фінал
|  | Півфінал |          |          |  |    |                   |                   |                   |
|  | A1       | Канада   | 0        |  |    |                   |                   |                   |
|  | B2       | США      | 3        |  |    | Фінал             | Фінал             | Фінал             |
|  |          |          |          |  |    | W1                | США               | 1                 |
|  | Півфінал | Півфінал | Півфінал |  | W2 | Росія             | 0                 |                   |
|  | B1       | Росія    | 4        |  |    |                   |                   |                   |
|  | A2       | Норвегія | 0        |  |    | Матч за 3-є місце | Матч за 3-є місце | Матч за 3-є місце |
|  |          |          |          |  |    | L1                | Канада            | 3                 |
|  |          |          |          |  |    | L2                | Норвегія          | 0                 |

Півфінал
| 13 марта 2014 20:00 (MSK) | Канада | 0:3 (0:2, 0:1, 0:0) | США | Льодова арена «Шайба», Сочі |

| Протокол   | Протокол              | Протокол                                                                  | Протокол           | Протокол         |
| ---------- | --------------------- | ------------------------------------------------------------------------- | ------------------ | ---------------- |
|            | Уотсон (0:01 — 44:10) | Голкіпери                                                                 | Кэш (0:01 — 45:00) | Арбітр: Пол Боус |
|            |                       | 9:12 — Фамер (Поулс, Ландерос) 14:04 — Фамер (Чейз) 19:55 — Поулс (Фамер) |                    | Арбітр: Пол Боус |
|            |                       |                                                                           |                    | Арбітр: Пол Боус |
| 11 (6+4+1) | Кидки                 | 10 (3+2+5)                                                                |                    | Арбітр: Пол Боус |

Поєдинок за бронзу
| 15 марта 2014 13:00 (MSK) | Канада | 3:0 (0:0, 3:0, 0:0) | Норвегія | Льодова арена «Шайба», Сочі |

| Протокол                                                                                          | Протокол              | Протокол   | Протокол            | Протокол                  |
| ------------------------------------------------------------------------------------------------- | --------------------- | ---------- | ------------------- | ------------------------- |
|                                                                                                   | Уотсон (0:01 — 45:00) | Голкіпери  | Буэн (0:01 — 45:00) | Арбітр: Джонатан Моррисон |
| Боуден (Арсено) — 15:30 Бриджес (Вестлейк, Боуден) — 17:22 Бриджес (Диксон, Боуден; бол.) — 21:42 |                       |            |                     | Арбітр: Джонатан Моррисон |
|                                                                                                   |                       |            |                     | Арбітр: Джонатан Моррисон |
| 18 (9+4+5)                                                                                        | Кидки                 | 10 (5+4+1) |                     | Арбітр: Джонатан Моррисон |